# ガリー・ケーヒル
ガリー・ジェームズ・ケーヒル（Gary James Cahill, 1985年12月19日 - ）は、イギリス（イングランド）・ドロンフィールド出身の元サッカー選手。元イングランド代表。ポジションはディフェンダー（DF）。ギャリー・ケイヒルなどの表記もある。

## クラブ経歴

### アストン・ヴィラ
地元のAFCドロンフィードに所属していたが、15歳の時にアストン・ヴィラFCのアカデミーにスカウトされる。2004年からはバーンリーFCにローン移籍し、プレーヤー・オブ・ザ・イヤーに選ばれた。
アストン・ヴィラに戻り、マンチェスター・ユナイテッドFC戦でファーストチームデビュー。プレミアリーグ初ゴールは同じバーミンガムを本拠地とするバーミンガム・シティFC戦で、オーバーヘッドによる得点であった。アストン・ヴィラはこの試合に3-1で勝利した。 2007年9月、シェフィールド・ユナイテッドFCに3か月ローン移籍した。

### ボルトン・ワンダラーズ
2008年、ボルトン・ワンダラーズFCに3年半の契約で移籍。レディングFC戦でデビュー。その後の活躍によりボルトンで一躍人気選手となり、サポーターによって「ベスト・ニューカマー」に選ばれた。

### チェルシー
2012年1月にチェルシーFCに完全移籍。背番号は24番。2月5日のマンチェスター・ユナイテッドFC戦でデビューした。UEFAチャンピオンズリーグ準決勝2ndレグでの負傷により同決勝での出場が危ぶまれていたが先発出場。バイエルン・ミュンヘンの猛攻を体を張ったタックルで何度も食い止めるなどチェルシーの同大会初制覇に貢献した。2013年1月12日に妻ジェンマとの間にレオが生まれる。長女フレイアに次ぐ2人目の子供であった。2016年8月27日のバーンリー戦で200試合出場を達成した。10月23日のマンチェスター・ユナイテッド戦ではゴールも決め、勝利に貢献。2017年4月には活躍が認められて、プレミアリーグの年間ベスト11に選出されるなど、36試合で6ゴールと、チェルシーのリーグ優勝に貢献した。またスカイスポーツ選出の2016-17シーズン、プレミアリーグファンタジーイレブンにも選出された。2017-18シーズンからはチェルシーの主将を務めた。2018-19シーズン終了をもって、契約満了で退団した。

### クリスタル・パレス
2019年8月5日、クリスタル・パレスFCと2年契約を締結した。

### ボーンマス
2021年8月20日、AFCボーンマスと1年契約を締結した。
契約満了に伴い2022年6月をもってボーンマスを退団、その後はしばらく無所属の状態だったが11月16日に自身のInstagramで現役引退を発表した。

## 代表経歴
祖父母からアイルランド人の血を引いているが、イングランド代表を選択。2009年6月のカザフスタン代表との親善試合で、怪我で辞退したリオ・ファーディナンドの代役として初めてA代表に招集された。しかしその試合で出番はなく、出場したのは1年以上後の2010年9月のブルガリア戦にマイケル・ドーソンの代役として招集されたときであった（試合は4-0で勝利）。ボルトンの選手がイングランド代表として出場するのは2002年のマイケル・リケッツ以来で非常に珍しいことであった。2011年9月2日のUEFA EURO 2012予選のブルガリア戦で代表初得点となる決勝ゴールを挙げた。2014 FIFAワールドカップではグループリーグの3試合に出場したが、グループリーグで敗退。2018 FIFAワールドカップではグループリーグ最終戦のベルギー戦で先発出場したが、その1試合のみの出場となった。2018年8月28日、チェルシーFC公式HPでイングランド代表を引退する事を表明した。

## 代表歴

### 出場大会
- イングランド代表
  - 2014 FIFAワールドカップ
  - 2018 FIFAワールドカップ

### 試合数
- 国際Aマッチ 61試合 5得点（2010年-2018年）[20]

| イングランド代表 | 国際Aマッチ | 国際Aマッチ |
| 年               | 出場        | 得点        |
| ---------------- | ----------- | ----------- |
| 2010             | 1           | 0           |
| 2011             | 6           | 1           |
| 2012             | 5           | 1           |
| 2013             | 9           | 0           |
| 2014             | 12          | 1           |
| 2015             | 7           | 0           |
| 2016             | 12          | 1           |
| 2017             | 6           | 0           |
| 2018             | 3           | 1           |
| 通算             | 61          | 5           |

## タイトル

### クラブ
チェルシーFC
- UEFAチャンピオンズリーグ：1回（2011-12）
- UEFAヨーロッパリーグ：2回（2012-13, 2018-19）
- FAカップ：2回（2011-12, 2017-18）
- フットボールリーグカップ：1回（2014-15）
- プレミアリーグ：2回（2014-15, 2016-17）

### 個人
アストン・ヴィラFC
- Goal of the Season Winner : 2005-06

バーンリーFC
- Player of the Year Winner : 2004-05
- Young Player of the Year Winner : 2004-05

ボルトン・ワンダラーズFC
- Players' Player of the Year : 2008-09[21]

チェルシーFC
- PFA年間ベストイレブン：2013-14, 2014-15, 2016-17